# Eich (Netzschkau)
Eich ist eine Wüstung nördlich von Brockau und südwestlich von Reichenbach, die heute administrativ zu Netzschkau im sächsischen Vogtlandkreis gehört. 
Erwähnt wurde Eich 1421 als zu der Eyche und später als zcu der Eyche (1440), die Eiche (1448) und Eycht (1461).

## Beleg
1. ↑  Eich – HOV | ISGV. Abgerufen am 24. September 2023.

Koordinaten: 50° 37′ N, 12° 14′ O